# Jiangxi Sovjet

Vlag van de Jiangxi Sovjet

De Jiangxi Sovjet, formeel Chinese Sovjetrepubliek (Vereenvoudigd Chinees: 中华苏维埃共和国; Traditioneel Chinees: 中華蘇維埃共和國) geheten, bestond tussen 1931 en 1934 in Jiangxi. Deze communistische opstandelingenregering werd geregeerd door Mao Zedong en Zhu De. Ruijin werd de hoofdstad. In deze "kleine staat binnen een staat" leerde Mao guerrillaoorlogvoering en het organiseren van de boeren, hetgeen hij later gebruikte om het vasteland van Kwomintang-China voor de Communistische Partij van China te veroveren. De Jiangxi Sovjet werd onder militaire druk van de toenmalige Republikeins-Chinese regering ontbonden en de communisten vluchtten via de Lange Mars naar veiligere delen van het land.
- Library of Congress Control Number: n79091721
- Nationale Bibliotheek van Israël: 987013002920605171